# 2636 Lassell
2636 Lassell este un asteroid din centura principală, descoperit pe 20 februarie 1982, de Edward Bowell.